# Владимир Заимов
Владимир Стоянов Заимов е български офицер, генерал от артилерията, военен деец. Участник във войните за национално обединение (1912 – 1918). По време на Втората световна война е против участието на България в Тристранния пакт. Работи като съветски шпионин в България, за което е осъден и разстрелян.

## Биография
Владимир Заимов е роден на 8 декември 1888 г. в гр. Кюстендил. Син на българския националреволюционер, апостол на Трети врачански революционен окръг през Априлското въстание и русофил Стоян Заимов. По това време баща му е директор на Педагогическото училище в Кюстендил.
Свързва живота си с Ана Лалева от Карлово. По време на Първата световна война им се ражда син, когото кръстили Стоян.

### Военна кариера
Завършва Военно училище в София през 1908 г. Действителна военна служба започва в 8-и артилерийски полк (Стара Загора. Участва в Балканската, Междусъюзническата и Първата световна война. В периода от 26 септември 1912 г. до 18 август 1913 г. като поручик е командир на 6-а батарея от 8-и нескорострелен артилерийски полк.
Служи в Шуменския и Софийския гарнизон. През 1923 г., в качеството си на командир на артилерийски дивизион, предотвратява разстрел на арестувани комунисти в Сливен след Септемврийските бунтове.
През военната си кариера служи в 4-ти артилерийски полк, 1-ви гаубичен полк, 3-то артилерийско ремонтно конно депо, 4-ти артилерийски полк и като началник на военен отдел на Арсенала. След това през 1925 г. е назначен за домакин на военната фабрика, от 1927 г. е командир на 3-то артилерийско отделение, на 16 април 1927 г. поема командването на 5-и артилерийски полк, на която служба е до 4 декември 1929 г. когато е назначен за командир на 4-ти артилерийски полк, на която служба е до май 1932 г. През 1932 г. е назначен за началник на артилерийския отдел на 3-та военноинспекционна област, през 1933 г. е назначен за началник на артилерийския отдел на 31-ва военноинспекционна област, а от 1934 г. е началник на Географския институт.
След Деветнадесетомайския преврат (1934) полковник Заимов е назначен за инспектор на артилерията, по-късно същата година е назначен за командир на 4-та пехотна преславска дивизия, след което от 1935 г. отново е инспектор на артилерията. През юли 1935 година е избран за политически секретар на Военния съюз. На 18 октомври 1935 г. е уволнен от армията, заедно с други висши офицери, заподозрени в участие в опита за преврат. През 1935 – 1936 г. е подсъдим на съдебния процес срещу Дамян Велчев, но е оправдан.

### Шпионаж за СССР
По време на Втората световна война е противник на участието на България на страната на Тристрания пакт. Поставя се в услуга на Главното разузнавателно управление на Генералния щаб на Червената армия. Произведен е във военно звание генерал-майор.

### Съдебен процес
Арестуван по обвинение в шпионаж в полза на СССР на 22 март 1942 г. Обвинен, че в полза на съветското разузнаване създава разузнавателна група, която работи под прикритието на принадлежащата на Заимов картонена фабрика „Славянин“. Свързва с други групи във Варна, в Румъния и Чехословакия. Обвинителите му твърдят, че е в контакт със съветския военен аташе полковник T. Б. Сухоруков (1935). През октомври 1938 г. полковник Бенедиктов му предлага да сътрудничи на съветското разузнаване. През януари 1939 г. предложението му е прието и Заимов получава псевдоним „Азорский“. Три месеца е в ареста без определена от съда мярка за неотклонение. Присъдата се основава на самопризнания и показания, дадени главно от племенника му Евгени Чемширов. В настолната книга на Софийския военнополеви съд е записано, че липсват веществени доказателства.
Неговите адвокати: запасният полковник Владимир Тумпаров и Димитър Бочаров твърдят, че информацията, предавана на бележки при редки срещи на улицата със секретаря на съветското военно аташе, не представлява строго охранявана държавна тайна. Освен това от полицейските доклади, съхранявани в архива на МВР, е видно, че генерал-майор Заимов и други дейци на Военния съюз са подложени на строго ежедневно наблюдение от 1936 г. насетне. По време на следствието прави опит да се самоубие. В периода 1940 – 1941 г. съветското посолство изплаща на Заимов парични суми около 120 000 лева, които изразходва за наеми на квартири, абонаментни жп карти и за посещения на кафенета, сладкарници, ресторанти и пр.
Осъден на смърт чрез разстрел на 1 юни. Подава молба за помилване, която стига до цар Борис на 3 юни 1942. Върху тази молба цар Борис собственоръчно отбелязва „Присъдата вече е изпълнена“. Разстрелян е на стрелбището на ШЗО на 1 юни 1942 г. в деня на издаването на смъртната присъда.
Радио „Москва“ предава в деня на разстрела „Българи, на колене! Днес е разстрелян генерал Владимир Заимов“. В знак на почит към него артилерията по целия Източен фронт спира огъня в течение на 1 минута. Действията на „червения“ генерал Владимир Заимов са косвено признати за безкористни, тъй като при наличие на користно деяние чл. 112 от тогавашния Военнонаказателен закон предвиждал изпълнението на смъртната присъда да стане чрез обесване. Владимир Заимов е разстрелян без да бъде разжалван в звание. Наложената му глоба от 500 000 лева е опростена от Добри Божилов, финансов министър в правителството на проф. Богдан Филов.
През май 1945 г. смъртната присъда на Владимир Заимов е отменена от състав на Софийския военнополеви съд. След 9 септември 1944 г. материалите по делото са отнесени в Съветския съюз без опис, откъдето се завръщат в края на 60-те години на ХХ век.
Според Главното разузнавателно управление (ГРУ) на Генералния щаб на СССР „по време на работата, системно предава военна и военно-политическа информация за България, Германия, Турция, Гърция и други страни. След влизането на немски единици на територията на България Заимов предоставя информация за размера и въоръжението им. Неговата работа се оценява високо от съветското командване. В информацията, предоставена от Заимов, има данни за немски военни съоръжения, както и тактически характеристики на действията на Вермахта по време на Балканския кампания през 1941 г.“
С указ на Президиума на Върховния съвет на СССР от 30 май 1972 г. за „смелост и героизъм в борбата срещу фашизма“ през Втората световна война, генерал-майор Владимир Заимов получава посмъртно званието „Герой на Съветския съюз“.

## Военни звания
- Подпоручик (15 август 1907)
- Поручик (4 септември 1910)
- Капитан (1 ноември 1913)
- Майор (1918)
- Подполковник (30 януари 1923)
- Полковник (26 март 1928)
- Генерал-майор (6 май 1935)
- Генерал-лейтенант (2 декември 1944)
- Генерал от артилерията (5 декември 1944)

## Отличия
- Орден „За храброст“ (2 пъти, България)
- Орден „Червено знаме“ (1966, СССР)
- Орден „Ленин“ (1972, СССР)
- Звание „Герой на Съветския съюз“ (30 май 1972, СССР, посмъртно)